# My Autobiography
My Autobiography é um livro de Charlie Chaplin, publicado pela primeira vez pela Simon & Schuster em 1964. 
Nascido na Inglaterra, em uma família de atores de 'vaudeville', Charles Chaplin viu seu pai morrer jovem devido ao alcoolismo, ao passo que sua mãe, incapaz de suportar sua pobreza e desventura, passou a sofrer de crises de insanidade. No início do século XX, Chaplin, que já trabalhava em teatro de vaudeville, viajou aos Estados Unidos e desenvolveu intensa e muito bem sucedida carreira no cinema, o que lhe rendeu fama mundial, e também foi alvo de intensa polêmica, devido a seu comportamento fora dos padrões da época. Esta autobiografia relata desde sua infância pobre na Inglaterra, até sua vida de prodígios cinematográficos.  
Em 2020, o The Guardian classificou o livro em 11º lugar em sua lista "As 25 autobiografias mais atraentes de Hollywood". O livro ainda se encontra à venda em diversas livrarias e serviços de venda on-line.  